# 하타지촌
하타지촌(畑地村)은 에히메현 기타우와군에 설치된 촌이다. 